# Tartarugalzinho
Tartarugalzinho, amtlich portugiesisch Município de Tartarugalzinho, ist eine Gemeinde im brasilianischen Bundesstaat Amapá. Die Bevölkerungszahl wurde 2024 auf 13.785 Einwohner geschätzt, die auf einer Gemeindefläche von rund 6684,7 km² leben und Tartarugalenser (tartarugalenses) genannt werden. Sie steht an 7. Stelle der 16 Munizips des Bundesstaates. Die Entfernung zur Hauptstadt Macapá beträgt rund 230 km.

## Geographie
Umliegende Gemeinden sind Pracuúba im Norden und Nordwesten, Amapá im Nordosten, Cutias im Südosten und Ferreira Gomes im Südwesten.
Die Gemeinde hat tropisches Klima, Am nach der Klimaklassifikation nach Köppen und Geiger. Die Durchschnittstemperatur ist 26,4 °C. Die durchschnittliche Niederschlagsmenge liegt bei 2383 mm im Jahr.

## Bevölkerung
Von den laut der Volkszählung im Jahr 2010 12.563 Einwohnern lebten 6047, rund 48 %, im ländlichen Raum und 6516, rund 52 %, im urban bebauten Ortsbereich. Rechnerisch ergibt sich eine Bevölkerungsdichte von 1,9 Einwohnern pro km². 41 % der Bevölkerung im Jahr 2010 waren Kinder und Jugendliche bis 15 Jahre.
| Jahr | Einwohner |
| 1991 | 3.593     |
| 2000 | 7.121     |
| 2010 | 12.563    |
| 2022 | 12.945    |
| 2024 | 13.785    |
| Hier fehlt eine Grafik, die leider im Moment aus technischen Gründen nicht angezeigt werden kann. Wir arbeiten daran! |           |

## Ethnische Zusammensetzung
Ethnische Gruppen nach der statistischen Einteilung des IBGE (Stand 2010 mit 12.563 Einwohnern):
| Gruppe    | Anteil (2010) | Anmerkung                        |
| --------- | ------------- | -------------------------------- |
| Brancos   | 2.527         | Weiße, Nachfahren von Europäern  |
| Pardos    | 9.140         | Mischrassige, Mulatten, Mestizen |
| Pretos    | 769           | Schwarze                         |
| Amarelos  | 121           | Asiaten                          |
| Indígenas | 5             | indigene Bevölkerung             |